# Sant Joan Evangelista i Sant Francesc d'Assís (El Greco)
Sant Joan Evangelista i Sant Francesc d'Assís és una obra d'El Greco, realitzada a l'oli sobre tela entre el 1600 i el 1603, durant el seu últim període toledà. Es conserva al Museu del Prado a Madrid. Les parelles de sants són una de les més famoses composicions del Greco. Aquí representa sant Francesc d'Assís i sant Joan Evangelista, qui destaca per la seva túnica vermellosa. Aquesta obra, segons Harold Wethey i José Álvarez Lopera, és obra del taller del cretenc, on col·laborava el seu fill Jorge Manuel Theotocópuli.

## Temàtica de l'obra
José Álvarez Lopera comenta que les "associacions de sants" d'El Greco podien estar basades en algun costum i de vegades podien tenir certa lógica o motiu doctrinal. Altres vegades, com en aquest "aparellament" de Joan Evangelista i de Francesc d'Assís, eren tan arbitràries que només s'expliquen pels desitjos dels destinataris, segurament un particular o un convent.

## Anàlisi de l'obra
Joan Evangelista es troba a l'esquerra amb els seus símbols: l'àguila i el dragonet. Francesc d'Assís, a la dreta, duu un tosc hàbit i les empremtes dels seus estigmes. Tots dos personatges tenen una anatomia molt ben definida, inspirada en l'obra de Miquel Àngel.